# كفر موسى (إدلب)
كفر موسى قرية سورية تتبع ناحية كفرنبل في منطقة معرة النعمان في محافظة إدلب. بلغ عدد سكانها 830 نسمة في عام 2004 حسب إحصاء المكتب المركزي للإحصاء.